# 芭芭拉·马蒂奇
芭芭拉·马蒂奇（1994年12月3日—），克罗地亚女子柔道运动员，2021年世界柔道锦标赛女子70公斤级金牌得主、2022年世界柔道锦标赛女子70公斤级金牌得主、2023年世界柔道锦标赛女子70公斤级铜牌得主。